# Lacy Clay
William Lacy Clay Jr. (Saint Louis, 27 luglio 1956) è un politico statunitense, membro della Camera dei Rappresentanti per lo stato del Missouri dal 2001 al 2021.

## Biografia
Dopo la laurea in scienze politiche, Clay entrò in politica attiva, seguendo le orme del padre Bill, deputato della Camera dei Rappresentanti. Quando, dopo trentadue anni, l'uomo decise di andare in pensione, suo figlio si candidò per conquistare il suo seggio e vinse le elezioni, divenendo anche lui deputato. Clay restò in carica per vent'anni, fin quando nel 2020 venne sconfitto nelle primarie democratiche dall'avversaria Cori Bush.
Ideologicamente, Clay è un liberale e un progressista come suo padre: ha votato contro la risoluzione della guerra in Iraq, ha difeso i diritti degli omosessuali condannando ogni forma di discriminazione nel campo del lavoro, si è impegnato nell'assistenza ai ceti più poveri e si è battuto per far ottenere l'impeachment all'allora Vicepresidente degli Stati Uniti d'America Dick Cheney.